# G. Aravindan
Govindan Aravindan (G. Aravindan dans la nomenclature du sud de l'Inde) (23 janvier 1935 – 15 mars 1991) était un réalisateur, scénariste, musicien, dessinateur et peintre indien. Il fut l'un des pionniers du cinéma parallèle en malayalam. Il était connu pour sa façon peu orthodoxe de réaliser des films ; il changeait constamment de style cinématographique et expérimentait des récits (cinéma indépendant, cinéma politique, cinéma mythologique, cinéma réaliste, cinéma contemplatif, caricature) sans emprunter de style narratif classique.
Il a étudié à l'University College de Trivandrum. Avant de se lancer dans le cinéma, il était un dessinateur reconnu. Il a également travaillé pour des documentaires et au théâtre. Il a également réalisé occasionnellement des musiques pour d'autres cinéastes. Le gouvernement indien lui a décerné la quatrième plus haute distinction civile, Padma Shri, en 1990.

## Biographie
G. Aravindan était le fils de l'avocat et humoriste M. N. Govindan Nair. Aravindan a commencé sa vie professionnelle comme officier à Rubber Board et en freelance en tant que dessinateur pour le journal Mathrubhumi (en) Il s'est imposé comme dessinateur au début des années 1960 avec sa série de dessins animés Cheriya Manushyarum Valiya Lokavum (en) qui traitait des rencontres sociales de ses personnages centraux, Ramu et Guruji, mêlées de satire politique et sociale. Après la fin de cette série en 1973, il a dessiné des caricatures pour d'autres journaux, mais de manière très sporadique. À un certain moment, Aravindan a détourné son attention vers le théâtre et la musique. Il a joué un rôle majeur dans l'établissement des clubs de théâtre et de musique Navarangam et Sopanam. Il est devenu associé à l'éminent figure théâtrale Kavalam Narayana Panicker, ce qui a accéléré ses activités dans le domaine du théâtre professionnel. Ils ont créé plusieurs pièces comme Kaali et Avanavan Kadamba. Aravindan travaillait comme officier au Rubber Board lorsqu'il s'est associé à l'artiste Devan, au dramaturge Thikkodiyan et à l'écrivain Pattathuvila Karunakaran. Les premières œuvres d'Aravindan ont été influencées par ce groupe ; par exemple, le facteur spirituel que l'on peut observer dans ses premières œuvres peut être attribué au satiriste Sanjayan et aux peintures mystiques de K. C. S. Paniker.
Le premier film réalisé par Aravindan, Uttarayanam (1974), est issu de ce groupe ; il a été produit par Karunakaran et le scénario a été écrit par Thikkodiyan. Ce film, qui dénonce l'opportunisme et l'hypocrisie sur fond de lutte pour l'indépendance, s'inspire de la série de dessins animés d'Aravindan, Cheriya Lokavum Valiya Manushyarum (Le Monde est petit, les gens sont grands). Le film raconte l'histoire de Ravi, un jeune chômeur confronté à une série de rencontres lors de sa recherche d'emploi. Ravi se souvient des luttes passées des combattants de la liberté anti-britanniques dont il a entendu parler par son père paralysé. Il rencontre finalement Gopalan Muthalaly, un leader du mouvement Quit India, aujourd'hui entrepreneur corrompu. Le film a été largement salué par la critique et a remporté plusieurs prix, dont cinq Kerala State Film Awards à sa sortie.
Le deuxième film d'Aravindan, Kanchana Sita (1972), était une adaptation de la pièce de C. N. Sreekantan Nair du même nom, qui est une réinterprétation du Ramayana de Valmiki. Ce film marque la formation d'un nouveau courant appelé 'cinéma indépendant en langue Malayalam'. Il interprète une histoire de l'Uttara Kanda, un poème épique où Rama envoie sa femme, Sita, dans la jungle pour satisfaire ses sujets. Le réalisateur Aravindan entrelace tout au long du film les concepts philosophiques Samkhya-Yoga des liens Prakriti-Purusha. Le film, raconté selon une perspective féministe, diffère significativement de toutes les autres adaptations du Ramayana dans la caractérisation des personnages centraux, y compris Rama et Lakshmana. Les personnages sont humanisés, contrairement à la façon dont les personnages divins de la mythologie indienne sont habituellement représentés dans les médias audiovisuels. Le film a été tourné dans les zones tribales intérieures de l'Andhra Pradesh et les rôles des héros épiques sont interprétés par des membres de tribus Rama Chenchu (ou Koyas), qui revendiquent être de la lignée du Rama mythologique. Des groupes hindous de classe supérieure ont accusé Aravindan de blasphème pour avoir fait jouer des tribaux dans les rôles de héros de l'épopée hindoue, mais Aravindan n'en a que faire, affirmant que les Rama Chenchus ont des traits classiques et sont des acteurs merveilleux.
Alors que Kanchana Sita traitait de mythologie, le film suivant d'Aravindan, Thampu (1978), s'attachait au réalisme et racontait l'histoire de la souffrance au sein d'une troupe de cirque. Il a été tourné en noir et blanc, dans le mode du documentaire direct. Aravindan a remporté le prix du Meilleur Réalisateur aux Prix Nationaux du Film et aux Prix du Film de l'État du Kerala.
Ses films de 1979, Kummatty et Esthappan, ont également suivi des voies différentes. Kummatty est un personnage inspiré du Pied Piper (Joueur de flûte) dans le folklore de Malabar, un magicien à la fois mythique et réel, appelé Kummatty (Croque-mitaine), tandis qu'Esthappan (Stéphane) mêle l'histoire biblique des actes du Christ et la façon dont la société y a répondu, à la vie d'Esthappan, dont l'existence a mystifié le monde qui l'entourait. L'aspect indéfinissable de l'esprit humain était le thème de son film suivant Pokkuveyil (1981). La musique de ce film a été composée par le flûtiste Hariprasad Chaurasia. La légende raconte que les visuels de ce film ont été composés selon des notations musicales, sans aucun scénario. Le protagoniste du film est un jeune artiste qui vit avec son père, un ami radical, un sportif et une jeune femme passionnée de musique. Son monde s'effondre lorsque son père meurt, que son ami radical le quitte, que son ami sportif est blessé dans un accident et doit abandonner le sport, et que sa famille emmène la jeune femme dans une autre ville. Le rôle principal a été interprété par le poète Balachandran Chullikkadu.

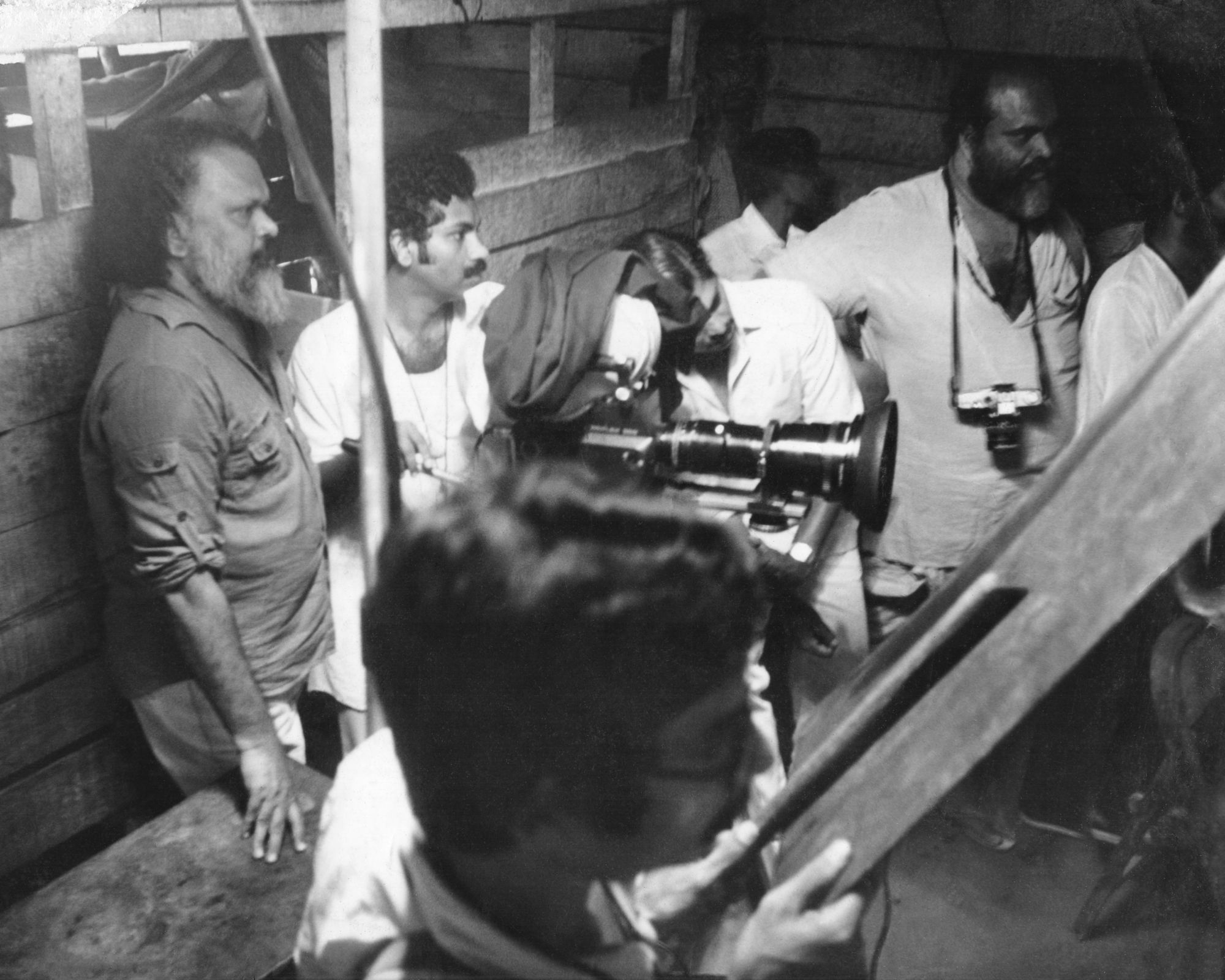
Aravindan sur le tournage de Chidambaram (1985)

Son film suivant, Chidambaram, est sorti après une pause de quatre ans. Le film de 1985 était une adaptation d'une nouvelle de C. V. Sreeraman et a été produit par Aravindan sous la bannière Suryakanthi. Le film explore différents aspects des relations entre hommes et femmes à travers les vies de trois personnes vivant dans une ferme d'élevage dans les zones montagneuses à la frontière du Kerala et du Tamil Nadu. Les thèmes de la culpabilité et de la rédemption sont également abordés. Contrairement aux films précédents d'Aravindan, Chidambaram mettait en vedette une distribution composée de nombreux acteurs populaires : Bharath Gopi, Smita Patil, Sreenivasan et Mohandas tiennent les rôles principaux.
En 1986, Oridathu peut être considéré comme la continuité de Thampu, le film précédent d'Aravindan, et de sa série de caricatures Cheriya Manushyarum Valiya Lokavum (Le Petit Homme et le Grand Monde). L'histoire traite des problèmes rencontrés par les habitants d'un hameau sans électricité, lorsque l'approvisionnement électrique les atteint enfin. Le film conclut que la vie est meilleure sans électricité. Bien que le film aborde un sujet sérieux, son traitement est très simpliste. L'humour et l'intensité caractérisent ce film situé dans le milieu des années 1950. Le film diffère de nombreuses œuvres précédentes d'Aravindan en ce qu'il traite d'un large éventail de personnages et manque d'histoire linéaire évidente. Le thème d'Oridathu exigeait un traitement par caricature, aussi Aravindan l'a-t-il réalisé de cette manière. Interrogé sur cette déviation, Aravindan a déclaré : « Il y a un élément de caricature dans tous les personnages. Une légère exagération et beaucoup d'humour ont été consciemment introduits pour rendre efficace la dernière séquence, qui est l'explosion. En fait, tout le film tend vers le point culminant — le conflit le jour de la fête et le déclenchement de l'incendie. » Le film est complexe car il comporte de nombreux personnages et incidents et n'a donc pas de motif unique. Aussi Aravindan a-t-il dû utiliser de nombreux plans dans le film. La musique habituelle est également absente. À la place, les bruits des incidents sont exploités au maximum. Dans le film, différents personnages parlent différents dialectes du Malayalam, par exemple les villageois parlent le Malayalam valluvanadan pur du Sud Malabar, le contrôleur utilise le Malayalam de Trivandrum, le faux médecin utilise le Malayalam de Travancore, etc.
Durant cette période, Aravindan a réalisé plusieurs documentaires et courts métrages. Il a composé la musique de films comme Aaro Oral, Piravi et Ore Thooval Pakshikal. Unni, le long métrage d'Aravindan de 1989, était une coproduction internationale librement inspirée des expériences au Kerala d'un groupe d'étudiants américains (produit par les étudiants d'Harvard), qui jouaient leur propre rôle. Le dernier projet d'Aravindan, Vasthuhara (1991), traitant des réfugiés au Bengale, était basé sur la nouvelle du même nom de C. V. Sreeraman. Le film mettait Mohanlal et Neena Gupta dans des rôles principaux.
Aravindan est décédé d'une crise cardiaque le 15 mars 1991, avant la sortie de Vasthuhara. Il n'avait alors que 56 ans.
La Société du Film Chalachitra du Kerala décerne chaque année le Prix Aravindan en mémoire de G. Aravindan pour le meilleur réalisateur d'un premier film en langues indiennes,.

## Récompenses

### Récompenses civiles
- Padma Shri

### Prix nationaux du film
- 1974: Prix du meilleur long métrage à l'occasion du 25e anniversaire de l'indépendance de l'Inde – Uttarayanam
- 1974: Prix national du film du meilleur long métrage malayalam (en) – Uttarayanam
- 1978: Meilleure réalisation – Kanchana Sita
- 1979: Meilleure réalisation – Thampu
- 1986: Meilleur film – Chidambaram
- 1987: Meilleure réalisation – Oridathu
- 1991: Meilleur long métrage en malayalam (en) – Vasthuhara

### Prix du cinéma de l'État du Kerala
- 1974: Meilleur film (en) – Uttarayanam
- 1974: Meilleur réalisateur (en) – Uttarayanam
- 1974: Meilleur scénario (en) – Uttarayanam
- 1978: Deuxième meilleur film (en) – Thampu
- 1978: Meilleur réalisateur (en)  – Thampu
- 1979: Meilleur film (en)  – Esthappan
- 1979: Meilleur film pour enfants (en) – Kummatty
- 1979: Meilleur réalisateur (en)  – Esthappan
- 1981: Meilleur réalisateur (en)  – Pokkuveyil
- 1985: Meilleur film (en) – Chidambaram
- 1985: Meilleur réalisateur (en) – Chidambaram
- 1985: Meilleur documentaire (en) – The Brown Landscape
- 1986: Meilleur film (en)  – Oridathu
- 1986: Meilleur réalisateur (en)  – Oridathu
- 1986: Meilleur documentaire (en)  – The Catch
- 1988: Meilleur directeur musical (en) – Ore Thooval Pakshikal
- 1990: Meilleur film (en)  – Vasthuhara
- 1990: Meilleur réalisateur (en)  – Vasthuhara

### Prix de l'Association des critiques de cinéma du Kerala
- 1978: Meilleur film (en) – Thampu[17]
- 1978: Meilleur réalisateur (en)– Thampu[17]
- 1979: Meilleur film pour enfants (en) – Kummatty[17]

## Filmographie

### Réalisateur
| Année | Titre                       | Titre français         | Scénariste | Genre             |
| ----- | --------------------------- | ---------------------- | ---------- | ----------------- |
| 1974  | Uttarayanam (en)            | Le Trône du Capricorne | Oui        | Long métrage      |
| 1977  | Kanchana Sita (en)          | Le Remplaçant d'or     | Oui        | Long métrage      |
| 1978  | Thampu (en)                 | Le Chapiteau du cirque | Oui        | Long métrage      |
| 1979  | Kummatty (en)               | Le Croque-mitaine      |            | Long métrage      |
| 1980  | Esthappan (en)              | Stephen                | Oui*       | Long métrage      |
| 1981  | Pokkuveyil (en)             | Twilight               | Oui        | Long métrage      |
| 1982  | VT                          | V.T. Bhattathiripad    |            | Film documentaire |
| 1985  | Le voyant qui marche seul   | ---                    |            | Film documentaire |
| 1985  | Chidambaram (film) (en)     | ---                    | Oui        | Long métrage      |
| 1985  | Le Paysage Brun             | ---                    |            | Court métrage     |
| 1986  | La Prise                    | ---                    |            | Film documentaire |
| 1986  | Oridathu (en)               | À un endroit           | Oui        | Long métrage      |
| 1987  | Contours du rythme linéaire | ---                    |            | Film documentaire |
| 1988  | Marattam                    | Masquerade             | Oui        | Téléfilm          |
| 1988  | Anadi-Dhara                 | ---                    |            | Film documentaire |
| 1989  | Unni (en)                   | ---                    |            | Long métrage      |
| 1990  | Sahaja                      | Spontané               |            | Court métrage     |
| 1991  | Vasthuhara (en)             | « Les dépossédés »     | Oui*       | Long métrage      |

### Autres contributions
| Année | Titre                      | Directeur       | Rôle                 |
| ----- | -------------------------- | --------------- | -------------------- |
| 1978  | Yaro Oraal (en)            | V. K. Pavithran | Compositeur          |
| 1980  | Esthappan (en)             | Se              | Compositeur, monteur |
| 1988  | Piravi (en)                | Shaji N. Karun  | Compositeur          |
| 1989  | Ore Thooval Pakshikal (en) | K. Ravindran    | Compositeur          |